# Edifici del Govern Prefectural d'Osaka
L'Edifici del Govern Prefectural d'Osaka (大阪府庁舎, Oosaka-fu chou sha) és un complex conformat per un edifici principal i annexos que es troba a Osaka, Japó i conté els diferents departaments del Govern Prefectural d'Osaka i de l'Assemblea Prefectural d'Osaka. L'actual edifici principal, construït el 1926 és el tercer edifici de la seu del govern prefectural construït al mateix lloc.

## Història
- 1868: Es construeix el primer edifici de la seu del govern prefectural, que inicialment serà utilitzat com a seu de l'administració provincial feudal del període Tokugawa, tot i que al maig del mateix any, amb la creació de la prefectura, passarà a ser la seu del nou govern.
- 1874: Al juliol finalitza la construcció del segon edifici del govern prefectural, en ús fins a la construcció de l'actual el 1926. Posteriorment, l'antic edifici serà el centre de promoció industrial prefectural, però fou destruït per un incendi durant la Segona Guerra Mundial.
- 1926: Finalitza la construcció de l'edifici del govern prefectural, actualment en peu i amb les funcions d'edifici principal.
- 1948: Durant l'incident educatiu de Hanshin, els manifestants ocupen l'edifici principal, destrossant l'equipament interior i tallant les línies telefòniques entre altres efectes.[1]
- 1964: Finalitza la construcció del primer edifici annex des de la construcció del principal el 1926.
- 1995: Finalitza la construcció del nou annex sud.
- 1997: Finalitza la construcció del nou annex nord.
- 2012: Com que l'edifici principal és propietat cultural registrada, comença un procés per a descentralitzar els departaments del govern en els altres annexos i poc a poc anar rebaixant el paper administratiu de l'antic edifici principal.
- 2017: El 7 d'agost comença la construcció del nou annex oest.[2]

## L'edifici
L'actual edifici principal va començar a construir-se el 12 de maig de 1923 i va ser finalitzat el 31 d'octubre de 1926. El disseny va ser obra dels arquitectes Kingo Hirabayashi i Kaoru Okamoto i la construcció va estar a càrrec de la corporació Obayashi i construccions Shimizu. Actualment és l'edifici de govern prefectural en ús més antic del Japó, considerat de gran valor històric i arquitectònic. La construcció de l'edifici, així com el seu disseny es va sotmetre a concurs públic. L'edifici està construït en estil art déco, amb una superfície total de vora 34.000 m² i una alçaria de sis pisos (planta baixa inclosa) i un soterrani.

## Annexes

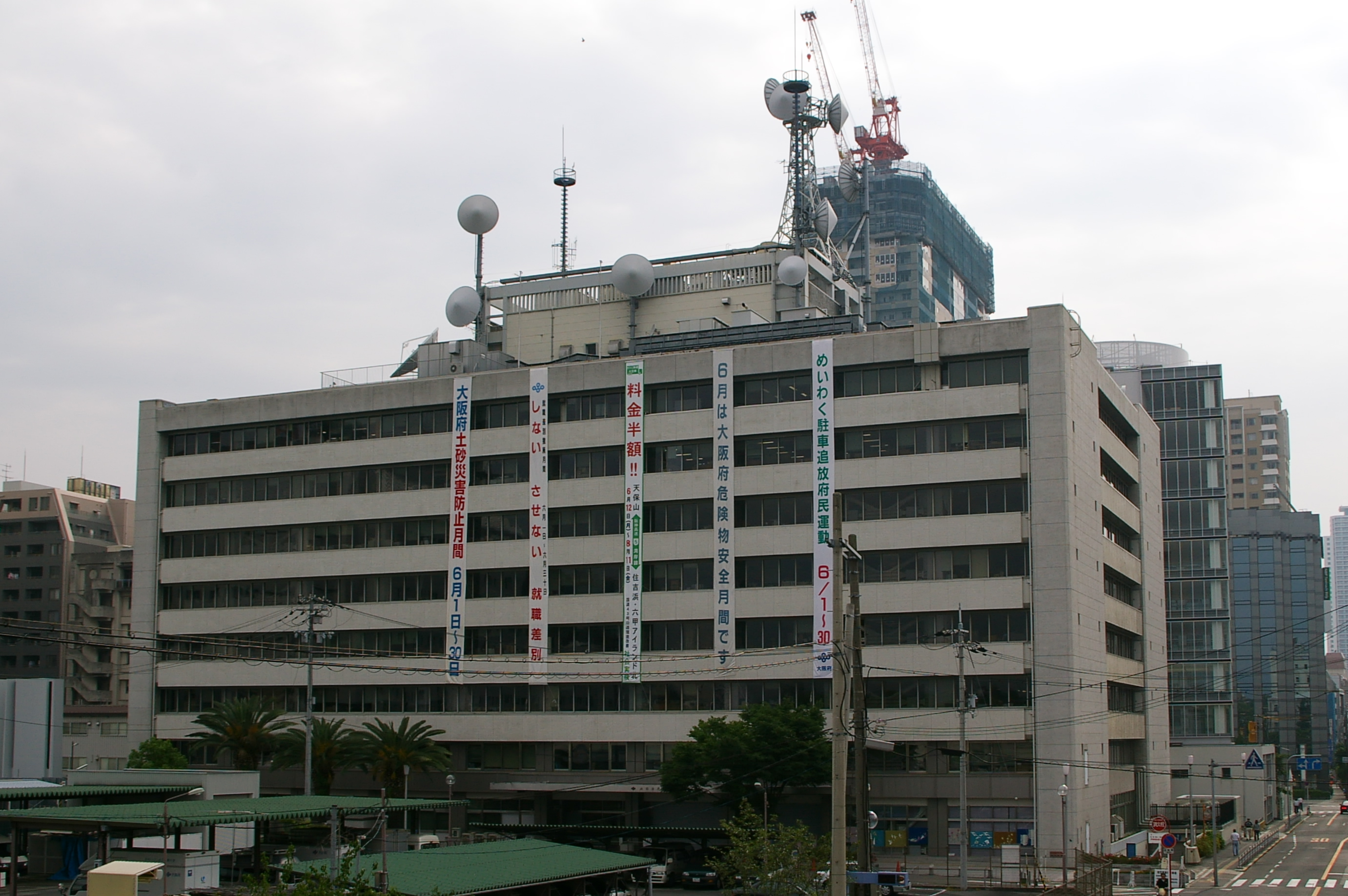
Primer annexe, inaugurat el 1964

Als anys 1960, amb el creixement poblacional i, per tant, del govern prefectural, aquest es va plantejar començar a construir nous edificis per a oficines del govern que alleugeriren la càrrega de treball de l'edifici principal.
- 1r Annexe: Inaugurat el juliol de 1964. Es tracta de la primera extensió del complex governamental. L'edifici compta amb 8 altures (planta baixa inclosa) i 3 soterranis.
- Annexe sud: Finalitzat el març de 1995.
- Annexe nord: Finalitzat el juny de 1997. L'edifici compta amb 10 altures (planta baixa inclosa) i 3 soterranis.
- Annexe oest: Actualment en construcció des del 7 d'agost de 2017.